# 斑鰭圓棘鮃
斑鰭圓棘鮃為輻鰭魚綱鰈形目鰈亞目牙鮃科的其中一種，為亞熱帶海水魚，分布於西大西洋區，從加拿大至巴西聖保羅海域，棲息深度20-230公尺，體長可達33公分，棲息在沿岸軟底質底層水域，生活習性不明，可作為食用魚。

## 扩展阅读
維基物種上的相關：斑鰭圓棘鮃